# Fincast Media Holding
Fincast Media Holding – włoskie przedsiębiorstwo mediowe istniejące od sierpnia 2001 roku (wcześniej pod nazwą Polcast). 75% udziałów spółki posiada Eurocast Italia, 25% – koncern MediaFin.
19 czerwca 2006 rozpoczęło się postępowanie upadłościowe spółki, zakończone 19 grudnia 2008 roku.
Firma była nadawcą polskich kanałów telewizyjnych: Tele 5, Super 1, Polonia 1 i Top Shop. Fincast był jedynym przedstawicielem kanałów Eurocast Italia na rynku polskim. Powiązany z Eurocast Media Holding, w którego skład wchodzą m.in. agencja reklamowa Media 5 i spółka Eurocast Polska (usługi telekomunikacyjne).